# Bigas Luna
Juan José Bigas Luna (n. 19 martie 1946, Barcelona, Catalonia, Spania – d. 6 aprilie 2013, la Riera de Gaià⁠(d), Catalonia, Spania) a fost un regizor, scenarist și director de imagine spaniol.

## Filmografie
- Tatuja (1976)
- Bilbao (1978)
- Caniche (1979)
- Reborn (1981)
- Lola (1986)
- Anguish (1987)
- The Ages of Lulu (1990)
- Jamón Jamón (1992)
- Golden Balls (1993)
- The Tit and the Moon (1994)
- Bambola (1996)
- The Chambermaid on the Titanic (1997)
- Volavérunt (1999)
- Sound of the Sea (2001)
- My Name Is Juani (2006)
- Di Di Hollywood (2010)